# Carmine Giovinazzo
Carmine Dominick Giovinazzo (Nova York, 24 de agosto de 1973) é um ator estado-unidense. Ficou conhecido por seu papel em CSI: NY, como o Detetive Danny Messer.

## Filmografia
- Conception (1996)
- No Way Home (1996)
- Locomotive (1997)
- Fallen Arches (1998)
- Billy's Hollywood Screen Kiss (1998)
- The Big Brass Ring (1999)
- For Love of the Game (1999)
- Shasta McNasty (1999)
- Terror Tract (2000)
- The Learning Curve (2001)
- Black Hawk Down (2001)
- Big Shot: Confessions of a Campus Bookie (2002) (TV)
- Pledge of Allegiance (2002)
- Columbo: Columbo Likes the Nightlife (2003) (TV)
- In Enemy Hands (2004)
- CSI: NY (2004 - 2013)
- This Is Not a Test (2007)
- Graceland (2014)
- Criminal Minds (2016)